# 青原會
江右諸子的大力講學，陽明學說在吉安地區廣爲流傳，各地人士參與「惜陰會」 者愈來愈多，諸子乃於每年的春秋二季在廬陵青原山舉行大會，故又有「青原會」之稱。
「青原會」是明代嘉靖十二年（1533）起，一直持續到萬曆初期的講會，嘉靖晚期以後則由胡直、王時槐相繼主盟。由於規模盛大，當地還建有會館，其中設有先賢祠崇祀王守仁，並以鄒守益、 羅洪先、歐陽德、聶豹四人陪祀，此外還有會田、會倉等設施，使該會能維持長久。

## 歷史紀錄
錢德洪曾記載他參加青原會的情況：
余其自戊申嘗與龍溪子赴青原、復古會。今九年而再至，見窮鄉邃谷雖田夫野老皆知有會，莫不敬業而安之。
清人沈佳曾記載安福與青原講會：
（鄒守益）等建復古、連山、復真諸書院，為四時之會，春秋二季合五郡出青原山為大會。凡鄉賢士大夫偕與，遠者年聚，近者月會。小會人百，大會人千。縫帷一啟，雲擁星羅，或更端禀承，或簪筆述記。